# Baretop Ridge
Die Baretop Ridge ist ein kleines Gebirge im Nordwesten des australischen Bundesstaates Tasmanien. Die Gebirgskette verläuft in Südwest-Nordost-Richtung und befindet sich am Ostrand des Savage-River-Nationalparks.
Die höchste Erhebung ist 731 m hoch.

## Flüsse
Der Keith River entspringt an der Nordwestflanke der Baretop Ridge, der Heazlewood River an ihrem Südwestende. Der Arthur River passiert das Nordostende des Mittelgebirges.